# Spojka Hirth
Spojka Hirth, Hirthova spojka ili Hirthova zupčasta spojka je spojka koja ima poprečno (radijalno) ozubljenje čeone plohe obiju polovica. Kako je to ozubljenje relativno plitko, ono se može izvesti na čeonim dijelovima šupljih vratila, zupčanika i slično. Spaja se vijkom kroz središnji otvor spojke. Takve spojke prikladne su za spojeve u ograničenom prostoru, a istovremeno centriraju dijelove u spoju. 
Dalja prednost tih spojka jest u tome što pri spajanju s njima nisu potrebni klinovi pa, kako zbog toga u njima nema oslabljujućeg djelovanja utora, mogu prenositi udarna i promjenjiva opterećenja. Proračun tih spojka obuhvaća kontrolu naprezanja na uvijanje (torziju), na savijanje i na specifični tlak na bokovima zubi.
Zubi se izrađuju glodanjem, a mogu biti i brušeni. Poprečni presjek zuba je istostrani trokut s kutom između bokova 60°. Hirthova spojka omogućava izravno spajanje strojnih dijelova međusobno s vratilima i pogodna je za spajanje završetaka vratila sa zupčanicima, za spajanje koljenastih vratila u cjelinu (kako bi se omogućila ugradnja valjnih ležajeva) i tako dalje. Zubi jedne polovine spojke u zahvatu sa zubima druge polovine spojke, te tako zubi centriraju spojene strojne dijelove. Polovine spojke se međusobno spajaju pomoću vijka kroz središnji otvor spojke.

## Slike
|                                                 | |                                                                    |
| Pogled na čeonu površinu polovice spojke Hirth. | Spojka Hirth: a) uzdužni presjek u isključenom položaju, b) uzdužni presjek u uključenom položaju, c) i d) presjeci zuba u isključenom i uključenom položaju i djelujuće sile. | Veza triju zupčanika ostvarena spojkama Hirth i centralnim vijkom. |